# 長谷川瑜ら
長谷川 瑜ら（はせがわ ゆら、9月9日 - ）は、日本の女性声優。千葉県出身。血液型はO型。

## 人物
以前は賢プロダクション、ブラッシュアップ・ワンに所属していた。賢プロダクション所属時の芸名は杉浦 奈保子（すぎうら なおこ）。

## 出演
太字はメインキャラクター。

### テレビアニメ
2009年
- 黒神 The Animation（女子高生）
- 戦場のヴァルキュリア（群集）
- とある科学の超電磁砲（店内アナウンス）
- 乃木坂春香の秘密 ぴゅあれっつぁ♪（女子高生B）
- はじめの一歩 New Challenger

2010年
- けいおん!!（クラスメイト〈佐々木曜子、砂原よしみ、松本美冬〉、映画の少女、天気キャスター、レポーター、生徒）
- ちゅーぶら!!（瀬戸かおり）

2011年
- けんぷファー für die Liebe（女子生徒B）
- 侵略!?イカ娘（西村由佳）
- 世界一初恋2（女子社員）
- BLOOD-C（女）
- 僕は友達が少ない（女子生徒、女子生徒B、子どもA、司書）
- マケン姫っ!（メイド店員）
- よんでますよ、アザゼルさん。（望月先生）
- ロウきゅーぶ!（2011年 - 2013年、生徒D、同好会メンバー、甲本みすず）- 2シリーズ

2012年
- アイカツ!（2012年 - 2013年、仲原綾、柚木奈々、魔女）
- イクシオン サーガ DT（お姉さんA）
- 神様はじめました（小梅）
- クイーンズブレイド リベリオン（兵士B）
- 黒子のバスケ（マジバーガー店員、女子生徒、水戸部の妹、会場アナウンス）
- ダンボール戦機W（女性レポーター）
- ちはやふる（2012年 - 2020年、女子選手、女子生徒、筑波春臣、レイチェル・ポート、医師）- 3シリーズ
- 謎の彼女X（女子生徒、メイド）
- へうげもの（女房衆）

2013年
- AMNESIA（看護士）
- 宇宙戦艦ヤマト2199（柏木紗香、和田、SID〈100式空間偵察機〉、情報省局員、イスカンドロイド、女衛士A）
- 革命機ヴァルヴレイヴ（アイリーン）
- しろくまカフェ（女子）
- ポケットモンスター THE ORIGIN
- マギ（ウサギちゃん）

2014年
- パックワールド（レポーター、ベイビーパック）

### 劇場アニメ
- 宇宙ショーへようこそ（2010年）
- 涼宮ハルヒの消失（2010年、日向咲葉[5]）
- 映画けいおん!（2011年、生徒）

### OVA
- ブラック★ロックシューター（2009年）
- アイアンマン：ライズ・オブ・テクノヴォア（2013年）

### ゲーム
2008年
- あさき、ゆめみし（ぶち）
- エーデルブルーメ（レルム）
- タイムホロウ 奪われた過去を求めて（十二林かのん）

2009年
- アークライズファンタジア（マリア）
- 蒼天の彼方（美蘭）

2012年
- ダンジョントラベラーズ2 王立図書館とマモノの封印（宝蔵寺八重）

2017年
- ダンジョントラベラーズ2-2 闇堕ちの乙女とはじまりの書（宝蔵寺八重）

### ドラマCD
- 愛の深さは膝くらい（女生徒A）
- きみが恋に溺れる 3（受付）
- 個人教授（女生徒2）
- 情熱のヤングマン（女子高生）
- 世界一初恋〜羽鳥×千秋編〜（星野早苗）
- 眼鏡cafe GLASS 2（客B）
- 侵略!?イカ娘 ドラマCD3じゃなイカ？（西村由佳）

### 吹き替え

#### 映画
- 俺たちチアリーダー!（サラ〈アンバー・スティーヴンス〉）
- ハンター（シャクティ）
- ザ・プリンス&ザ・バーバー（エリザベス）
- ジョン・レノンの魂〜アーティストへの脱皮 苦悩の時代〜（ファンの女1）
- ハンナ・モンタナ/ザ・ムービー（女子生徒）
- ピンチ・シッター（双子1）
- 恋愛マニュアル〜まだ結婚したい女（浮気相手）
- ロスト・バディー 迷子のベイリー大冒険（ジンジャー）

#### アニメ
- アドベンチャー・タイム

### ボイスオーバー
- マーサ・スチュワート

### 舞台
- カレッジオブザウィンド（劇団軌跡）

## ディスコグラフィ

### キャラクターソング
| 発売日         | タイトル                          | 名義   | 楽曲                   | タイアップ                   |
| -------------- | --------------------------------- | ------ | ---------------------- | ---------------------------- |
| 2012年 3月14日 | 侵略!?イカ娘 ドラマCD3じゃなイカ? | 侵略部 | 「恋の侵略マッピング」 | テレビアニメ『侵略!?イカ娘』 |